# Capitão-de-peito-marrom
Capitão-de-peito-castanho ou capitão-de-peito-marrom (nome científico: Capito brunneipectus) é uma espécie de ave piciforme da família Capitonidae. É endêmica do Brasil.